# الرباط (يهر)

تعديل مصدري - تعديل

الرباط هي إحدى قرى عزلة يهر بمديرية يهر التابعة لمحافظة لحج، بلغ تعداد سكانها 47 نسمة حسب تعداد اليمن لعام 2004.